# Архијерејско намесништво масуричко-пољаничко
Архијерејско намесништво Масуричко-Пољаничко је једна од организационих јединица Српске православне цркве у Епархији врањској, са седиштем у Владичином Хану. Намесништво опслужује вернике из општина Владичин Хан и Сурдулица. У свом саставу има 29 сакрална објеката изграђена у периоду од 19 до 21. века. У последњих двадесет година цркве намесништва доведене су у функционално стање неопходно за Богослужење верујућег народа.

## Списак цркава
| Списак цркава и црквишта Архијерејског намесништва Масуричко-Пољаничког у општини Владичин Хан |

1. Црква Светог кнеза Лазара Косовског у Владичином Хану
2. Црква Светог Николе у Прекодолцу
3. Црква Свете преподобне Параскеве у Ружићу
4. Црква Успенија Пресвете Богородице у Мртвици
5. Црква Светог пророка Илије у Јастрепцу
6. Црква Свете преподобне Параскеве у Горњем Јабукову
7. Црква Светог Владике Николаја Жичког у Лебету
8. Црква Свете Тројице у Кунову
9. Црква Светог Јована Богослова у Брестову
10. Црква Успења Пресвете Богородице у Равној Реци
11. Црква Светог великомученика Георгија у Белишеву
12. Црква Светог великомученика Пантелејмона у Белановцу
13. Црква Свете преподобне Параскеве - Испосница у Лепеници
14. Црква Преображења Господњег у Стублу
15. Црква Светог великомученика Пантелејмона у Богошеву
16. Црквиште у Теговишту

| Списак цркава и црквишта Архијерејског намесништва Масуричко-Пољаничког у општини Сурдулица |

1. Црква Светог Великомученика Георгија у Сурдулици
2. Црква Светог великомученика Пантелејмона у Доњем Романовцу
3. Црква Рођења Пресвете Богородице у Јелашници
4. Црква Свете Тројице у Сувојници
5. Црква Светог Јована Крститеља у Мачкатици
6. Црква Светог великомученика Прокопија у Топлом Долу
7. Црква Светог архангела Гаврила у Колуници
8. Црква Светог Николаја Мирликијског чудотворца у Кострошевцима
9. Црква Светог архангела Гаврила у Стрезимировцима
10. Црква Свете Тројице у Клисури
11. Црква Светог пророка Илије у Власином Риду
12. Црквиште Свете Петке у Масурици
13. Црквиште у Варденику
14. Црквиште у Бацијевцу
15. Црквиште у Дугојници